# Fliegender Flugzeugträger
Fliegender Flugzeugträger bezeichnet ein Luftfahrzeug, das eines oder mehrere andere Luftfahrzeuge trägt und dieses an seinem Einsatzort, beispielsweise einer bestimmten Höhenregion oder über einem bestimmten Ort, zum selbständigen Weiterfliegen entlässt.

## Realisierte Projekte

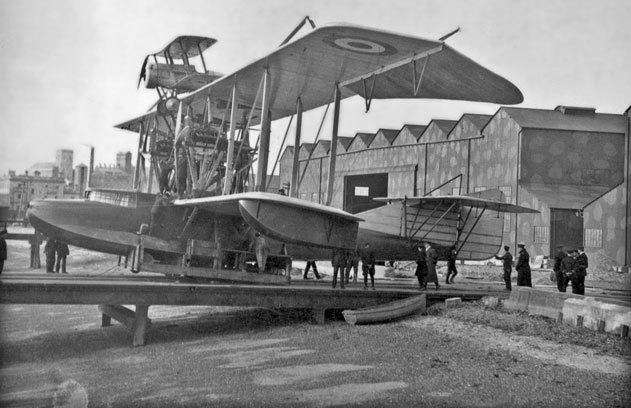
Porte Baby mit aufgesetzter Bristol Scout

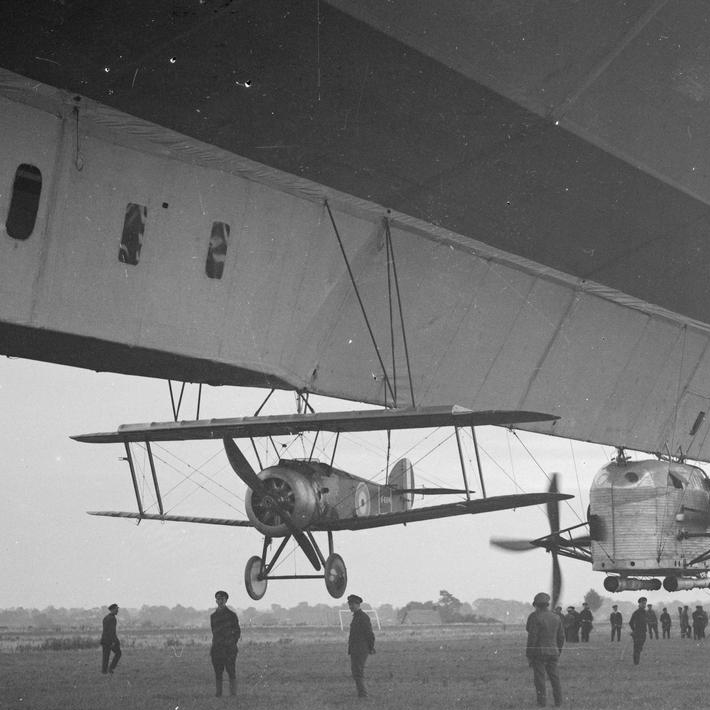
Das englische Luftschiff R23 mit einer Sopwith Camel 1918

John Cyrill Porte konstruierte 1916 ein Doppeldecker-Flugboot so um, dass es auf dem oberen Tragflügel ein Bristol-Scout-Jagdflugzeug zur Bekämpfung angreifender Luftschiffe befördern konnte.
Am 21. Februar 1916 ist in Großbritannien ein Unfall belegt, bei dem ein Militärluftschiff genutzt werden sollte, um ein Jagdflugzeug auf Höhe zu bringen und dort zu verweilen. Damit sollten deutsche Luftschiffangriffe abgewehrt werden. Beim Test, die beiden englischen Offiziere Neville Usburne und Ireland mit einem unter die Hülle eines Seas Scout-Luftschiffs montierten Flugzeug B.E.2c abzusetzen, rissen frühzeitig Aufhängungen und die Konstruktion kollabierte. Usburne wurde aus dem Flugzeug geschleudert, Ireland stürzte mit der Maschine ab. Beide starben.
1918 gab es in Großbritannien Versuche, Jagdflugzeuge des Typs Sopwith Camel von Luftschiffen aus abzusetzen. Dabei wurde das Starrluftschiff R23 und 1925 dann auch mit Ankopplungsversuchen die R33 mit einer De Havilland DH.53 Humming Bird genutzt. Auf diese Weise sollten die gegen feindliche Flugzeuge verwundbaren Luftschiffe einen Begleitschutz bekommen. 1926 folgten Versuche mit Maschinen des Typs Gloster Grebe. Als die britische Luftschifffahrt nach dem Unglück der R101 im Jahr 1930 aufgegeben wurde, wurde auch die Konstruktion weiterer Parasite Fighter eingestellt.
Auch in Deutschland gab es im Januar 1918 Versuche mit dem Marinezeppelin L 35/LZ 80 und einer Albatros D.III. Der Test verlief erfolgreich. Aufgrund der großen Höhen, in denen die Zeppeline inzwischen operierten und die besonders für Seeflugzeuge als unerreichbar galten, stellte die Marine die Versuche jedoch ein. Es wurden in dieser Zeit ebenfalls Versuche mit Torpedogleitern und verschiedenen Luftschiffen durchgeführt.
Im Dezember 1924 gelang mit einem Verville-Sperry M-1 Messenger das Andocken an ein US-Luftschiff.
Anfang der 1930er Jahre begannen in der Sowjetunion Versuche, Starrflügelflugzeuge wie eine spezielle Version der Tupolew TB-3 als Träger zu nutzen (Sweno). Nach erfolgreichen Tests erfolgten auch Kampfeinsätze. Jedoch wurden die mitgeführten Jagdflugzeuge nicht als Begleitjäger, sondern als Jagdbomber genutzt. 1941 fand der letzte Einsatz statt.

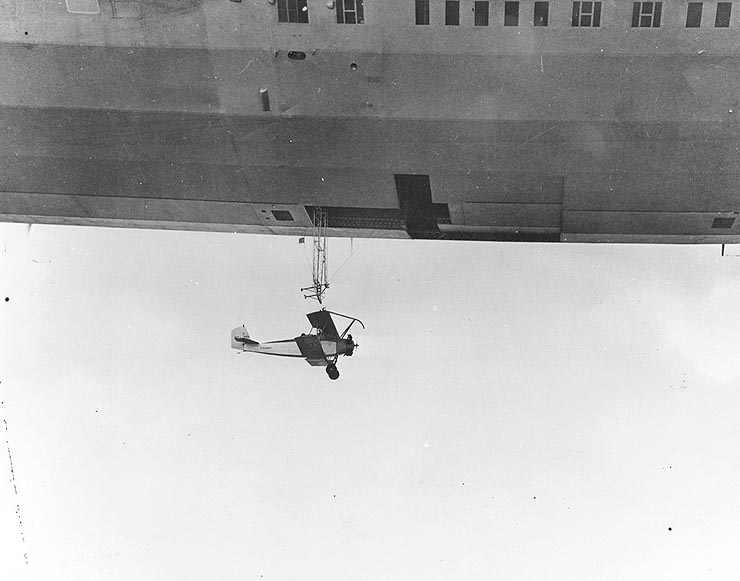
Aussetzen eines Aufklärers von der USS Akron

Die USS Akron (ZRS-4) und die USS Macon (ZRS-5) waren Starrluftschiffe der United States Navy mit vier bzw. fünf speziell umgebauten Aufklärungsflugzeugen (u. a. Curtiss F9C Sparrowhawk), die auch wieder am Luftschiff ankoppeln konnten. Erbaut wurden diese 1931 bzw. 1933. Zuvor waren schon Versuche mit der USS Los Angeles (ZR-3) durchgeführt worden, wobei Flugzeuge abgesetzt und aufgenommen wurden. Die USS Akron stürzte 1933, die USS Macon 1935 ab.
Das Flugboot Short S. 21 Maia, diente mit dem Wasserflugzeug Short S. 20 Mercury als Short Mayo Composite, um die als Transatlantik-Postflugzeug schwer beladene Mercury-Maschine auf eine für den selbständigen Weiterflug geeignete Höhe zu bringen. Der Erstflug war am 27. Juli 1937.

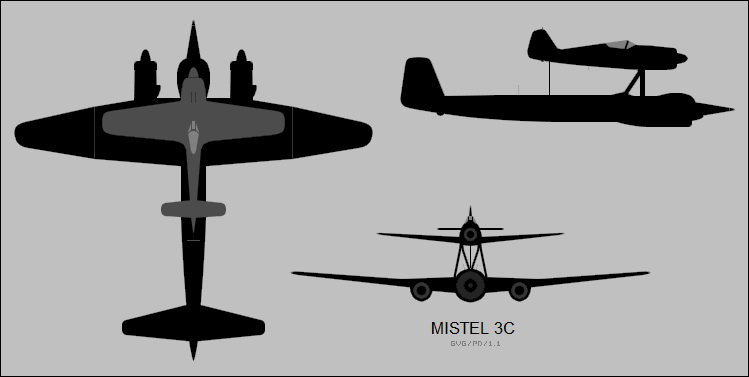
Mistelgespann mit Ju 88 als Träger

Der Lastensegler DFS 230 wurde gelegentlich in der Mistelkombination mit Flugzeugen der Typen Fw 56, Klemm Kl 35 oder Bf 109 zum Transport an den Einsatzort erprobt. Das 1940 entwickelte Konzept wurde jedoch nicht einsatzreif.

## In der Populärkultur
- Die Fliegerbasis des Protagonisten in dem Film Sky Captain and the World of Tomorrow ist ein fliegender Flugzeugträger.
- Im Film Indiana Jones und der letzte Kreuzzug hat ein Nazi-Passagierluftschiff ein Kampfflugzeug unter dem Rumpf, mit dem der Hauptdarsteller flüchtet.
- In der Avengers-Filmreihe sind als Helicarrier bezeichnete Flugzeugträger zu sehen, die nach dem Prinzip eines Senkrechtstarters fliegen können.
- Der „Eisengeier“, eine Mischung aus Luftschiff und Propellerflugzeug, dient den Luftpiraten in der Serie Käpt’n Balu und seine tollkühne Crew als mobile Operationsbasis.
- Aus dem vierten Teil der Videospielereihe Fallout ist das Luftschiff Prydwen bekannt, welches dort einer der Fraktionen gehört. Das Traggas ist Wasserstoff und seine Primärwaffen sind Helikopter, welche an das Luftschiff andocken können.[6]